# Frank Klepacki
Frank Klepacki (Las Vegas, 25 maggio 1974) è un musicista statunitense e compositore di musica per videogiochi, noto per il suo lavoro sulla serie Command & Conquer.
Dopo aver imparato a suonare la batteria da bambino, ottenne un lavoro come compositore presso la software house Westwood Studios quando aveva 17 anni. Tra il 1991 e il 2003 musicò presso la sua azienda molti videogiochi, tra cui le serie di The Legend of Kyrandia, Lands of Lore, Dune, Blade Runner, e la serie Command & Conquer. Con il suo lavoro in Command & Conquer: Red Alert si aggiudicò due premi.
Vive a Las Vegas, dove ha intrapreso una carriera solista, suonato e prodotto per diverse band locali. Nel suo lavoro personale e in quello all'interno delle band abbraccia diversi generi musicali, tra cui il rock, hip hop, soul, funk e la musica orchestrale. Ha etichettato come "Rocktronic" il genere di musica che scrive. I suoi lavori sono apparsi in vari media, tra cui il programma The Ultimate Fighter trasmesso su Spike TV.
Klepacki è al momento impiegato come direttore del suono presso Petroglyph Games, dove ha composto la colonna sonora di Star Wars: Empire at War. Nel 2007 fu contattato dalla EA Los Angeles per lavorare sulla colonna sonora di Command & Conquer 3: Tiberium Wars, ma era troppo impegnato con la Petroglyph per prendere parte al progetto, e dovette rinunciare all'offerta. Tuttavia, nell'anno seguente compose tre brani, “The Red Menace”, “Grinder 2” e "Hell March 3" per Command & Conquer: Red Alert 3. Il suo album solista Viratia comprende un fumetto che egli stesso ha contribuito a produrre.

## Primi anni di vita e carriera
Klepacki venne cresciuto da una famiglia di musicisti con discendenze polacche e italiane che suonavano nella Las Vegas Strip. Aveva l'hobby del disegno artistico, ma la musica era prevalente nei suoi primi interessi. All'età di 8 anni ricevette la sua prima batteria e iniziò a suonare da professionista quando aveva 11 anni. Tra le sue prime influenze si trovavano gruppi di musica elettronica e heavy metal, tra cui Depeche Mode, Afrika Bambaataa, AC/DC, e Iron Maiden. Con l'intento di imparare a suonare anche la chitarra, il basso e le tastiere, fondò delle band locali e registrò una demo con contenuti originali all'età di 17 anni. Il suo impulso per diversificare le sue abilità nel suonare i vari strumenti era originato dalla "mancata abilità nel comunicare con gli altri membri delle band sulle idee per... creare dei brani originali". Il suo primo dispositivo di registrazione era un Portastudio della TASCAM a 4 tracce, che utilizzava per registrare le demo, le prove della band e le sue esibizioni dal vivo.
Dopo aver imparato a programmare in BASIC su un computer Tandy 1000, si interessò al mondo dei videogiochi, e propose la sua candidatura come game tester alla Westwood Studios. Allegò la sua demo —Descritta come un brano di chitarra acustica con una melodia di chitarra elettrica e un sottofondo di archi campionati ed effetti sonori di pioggia"— che giunse all'attenzione del direttore del suono. L'azienda emergente lo assunse come compositore per DragonStrike per NES e per il gioco per PC Eye of the Beholder II. In seguito compose, con l'aiuto di un sequencer MIDI, brani per altri giochi della serie Dungeons & Dragons. Nel 1992 diresse l'audio di Dune II, tentando di completare la musica del capitolo precedente. Si accorse in seguito di aver spinto al limite il programma di sequencing sul suo Amiga in fase di composizione. Mentre lavorava sulla colonna sonora del gioco Il Re Leone, vennero mostrati, a lui e al resto del team di Westwood, degli estratti dell'omonimo lungometraggio non ancora definitivi. In seguito, il compositore Hans Zimmer espresse ammirazione verso Klepacki per il modo in cui aveva rielaborato i suoi arrangiamenti. Dopo aver terminato il terzo capitolo della serie The Legend of Kyrandia, Frank Klepacki incontrò i dirigenti della Westwood per discutere dell'imminente Command & Conquer, il primo in una serie che lo avrebbe portato a raggiungere una fama più ampia e successo di critica.

### La serie Command & Conquer
Nel 1994 Klepacki passò del tempo con gli sviluppatori di Westwood Studios per discutere della colonna sonora del prossimo progetto dell'azienda, Command & Conquer. Per definire lo stile del gioco, Klepacki ascoltò un certo numero di artisti, tra cui i Nine Inch Nails e i Ministry, da cui avrebbe attinto l'iconico stile industrial trovato nella maggior parte dei brani. Mise assieme vari elementi di questa musica e aggiunse il suo tocco per creare un sound unico. Con il recente passaggio alla frequenza di campionamento di 22 kHz, Klepacki compose con un sampler Ensoniq ASR-10, un Roland S760, un rompler Roland JD-990, e una chitarra elettrica. I primi pochi brani che compose per Command & Conquer contenevano sample vocali, tra questi sono degni di nota Act on Instinct e No Mercy (che contedeva citazioni da Un mitico viaggio). Gli sviluppatori trovarono però che i sample vocali interferivano con il parlato del gioco, quindi venne chiesto a Klepacki di rimuoverli dai brani, anche se le versioni originali, assieme ad altre clip audio inutilizzate, si possono trovare nei CD-ROM di Command & Conquer e Covert Operations per MS-DOS. Le versioni complete dei brani furono usate in seguito nella pubblicità del gioco. Nel corso della sua carriera, Klepacki continuerà a campionare frammenti sonori da film e altri media, per esempio usando una citazione da The Brain from Planet Arous nel brano Brain Freeze della colonna sonora di Yuri's Revenge. In seguito compose dei brani strumentali per C&C, traendo ispirazione dalla musica orchestrale, house, heavy metal e hip-hop. Per i titoli di coda, Klepacki scrisse Airstrike, della quale lo stesso hook venne riutilizzato per "Defense" (tema musicale della Global Defense Initiative, una delle due fazioni del gioco) di Command & Conquer: Tiberan Sun. Contrariamente, per il finale dell'altra fazione, la Brotherhood of Nod è stato usato il brano Destructible Times scritto dagli I AM, una delle band locali di Klepacki. Gli sviluppatori hanno richiesto esplicitamente quel brano perché "rifletteva l'aspetto di guerra e le vibrazioni da veri duri dei Nod". L'expansion pack The Covert Operations includeva sette nuovi brani ambient, che furono inseriti nel disco in formato CD Audio ad alta qualità. Anche se la colonna sonora non si trovava nei negozi, Westwood la vendeva attraverso il proprio sito web e nei cataloghi dei giochi.
Mentre stava lavorando a The Covert Operations, Klepacki compose "Hell March" dall'idea di "un brano rock sugli stivali che marciano", completando la canzone in un giorno dopo aver inventato il riff di chitarra. Non appena la ascoltò, il direttore Brett Sperry insistette per utilizzarla come tema distintivo per Command & Conquer: Red Alert. Inizialmente pensata per la Brotherhood of Nod, si caratterizzava per l'uso di sample militari —tra cui appunto, la marcia, suoni industriali, e un comandante che urlava ordini. Inizialmente Klepacki compose per Red Alert con in mente una campagna militare fantascientifica, ma molti brani non andavano bene e furono messi da parte. Fu così che cambiò apparati per scrivere brani più raschianti, avvisando il team di Red Alert di volersi espandere dallo stile originale di C&C. Acquisì nuove librerie di sample per avere dei suoni unici e strani. L'umore particolarmente creativo sarebbe risultato in pochi brani alla volta. Dapprima scrisse i brani più pesanti come Workmen and Crush, poi compose i brani più neutrali, carichi di sintetizzatori, come Vector e Roll Out. Prima di terminare con Militant Force e Radio 2, Klepacki scrisse i brani Fogger e Mud, che è anche uno dei suoi preferiti. Prese delle pause dal lavoro per fare dei cameo nelle cutscene di Red Alert, una come soldato della fazione Sovietica ucciso da Kane, l'altra come comandante degli Alleati. Precedentemente era apparso come soldato Nod e come attore vocale per il commando in Command & Conquer, e continuerà a dare la voce in piccole parti di altri giochi della Westwood.
Dopo aver completato il lavoro su Red Alert, si prese una piccola pausa per riascoltare il suo lavoro. Concluse che alcuni brani potevano essere migliorati, ma Red Alert era già andato in Gold, pertanto non si poteva più modificare nulla. I remix di questi brani apparvero su Command & Conquer: Sole Survivor, che non ebbe successo. La colonna sonora di Red Alert fu votata come migliore colonna sonora per videogiochi del 1996 dalle riviste PC Gamer e Gameslice, sconfiggendo quella di Trent Reznor per Quake. I recensori dissero che era "divertente da ascoltare" e "seconda a nient'altro". Nel 2005, Red Alert è stato inserito nel Guinness dei primati per aver venduto milioni di pezzi, portando Klepacki al suo pubblico più ampio. Qualche tempo dopo scrisse dell'altra musica per gli expansion pack di Red Alert, Counterstrike e Aftermath. Ha attribuito il successo di Red Alert ad un'infusione di stili moderni che non si trovava in altri videogiochi. Inizialmente, Klepacki sminuiva la popolarità della sua musica, assumendo che essa "doveva fare appello solo agli irriducibili". Considerava molto surreale rendersi conto che le sue colonne sonore gli avevano fatto guadagnare fama, e da allora accolse i suoi fan e la critica.

### Giochi Westwood seguenti
Nel 1997 Klepacki lavorò ad un adattamento di Blade Runner. Anche se Westwood aveva ottenuto i diritti di utilizzo delle partiture originali da Vangelis, non gli era stato concesso l'utilizzo delle registrazioni multitraccia originali, così Klepacki ricreò le parti a orecchio. Gli sviluppatori furono soddisfatti della sua attenzione ai dettagli, avendo la sensazione che le sue creazioni digitali suonassero più pulite di quelle originali. Nel 1998 Klepacki compose per Dune 2000. Per farlo, tentò di aggiornare la colonna sonora di Dune II a "questa roba senza sbavature", e lavorò rispettando lo stile originale di quella del film così come composta dai Toto. Dune 2000 fu stroncato dalla critica, anche se la colonna sonora di Klepacki fu apprezzata per non essersi distaccata dallo stile originale di Dune. Klepacki considerava Dune 2000 un lavoro più definitivo di Dune 2, il quale era vincolato da limitazioni hardware e software. Compose per Command & Conquer: Tiberan Sun con Jarrid Mendelson, con il quale collaborò anche in seguito su Emperor: Battle for Dune. Iniziò scrivendo Stomp, un pezzo rock energetico che avrebbe dovuto avere lo stesso effetto di "Hell March" per il nuovo gioco. Per coincidenza, uno dei trailer di Tiberian Sun aveva proprio Stomp come colonna sonora, ma Westwood voleva che venisse utilizzata della musica d'atmosfera più scura per quel gioco, così Stomp venne messa da parte in favore del suono attuale. A corto di idee per questo cambio di direzione, Klepacki chiese a Mendelson di collaborare: adesso considera le tracce su cui hanno lavorato assieme come le migliori. Alla fine, per Tiberian Sun fu composta solo musica dark, techno e space che si adattava all'impostazione post-apocalittica e futuristica del gioco. Klepacki menzionò Mad Rap come il suo brano preferito. Da bramoso fan di Guerre stellari, si divertì parecchio a musicare le cutscene a fianco di James Earl Jones, la voce di Dart Fener. Le cutscene gli hanno permesso integrare i temi Airstrike e No Mercy nonostante il cambio di direzione sopra menzionato. Nell'expansion pack Firestorm, cercò di "mettere le cose a posto" scrivendo brani più ritmati e includendo Stomp, che apparirà in seguito anche su Command & Conquer: Renegade.
In seguito compose per Lands of Lore III e Command & Conquer: Red Alert 2. Klepacki definì lo stile di Red Alert 2 con chitarre heavy metal e ritmiche veloci. I moduli sonori utilizzati furono un Korg TR-Rack, un Novation Nova Desktop, e un Roland XV-5080. Il ritorno ai pezzi energetici fu dovuto in parte alle critiche dei fan su Tiberian Sun. Klepacki mantenne lo stesso stile nell'expansion pack di Red Alert 2 Yuri's Revenge. Per Command & Conquer: Renegade, il capitolo successivo della serie, Klepacki tentò di aggiornare lo stile rendendolo "più alla moda ed elaborato". Diversi pilastri di Command & Conquer appaiono come versioni rielaborate, inclusi Target (Mechanical Man), Industrial, Act on Instinct e No Mercy. La melodia del tema principale proviene da C&C 80's Mix, una traccia composta per Covert Operations ma scartata prima della pubblicazione. L'ultimo contributo ai Westwood Studios di Klepacki fu la musica di Earth & Beyond, che comprendeva quattro album di materiale. Dopo essere stata acquisita nel 1998 dalla Electronic Arts, Westwood fu liquidata nel 2002 e i rimanenti impiegati furono rilocati presso la EA Los Angeles. Diversi fondatori della Westwood Studios abbandonarono. Anche se Klepacki si offrì di comporre per Command & Conquer: Generals e inviò un demo alla EA, non fu contattato per questo lavoro. Quando nel 2002 gli fu chiesto se avesse voluto continuare a comporre musica dopo 10 anni nel business, egli rispose: "dieci sono andati, i prossimi dieci devono ancora arrivare!" Dopo la chiusura di Westwood, fece una riflessione sul suo lavoro passato a una cena tenuta da Joseph Kucan e altri ex-impiegati della Westwood.

### Petroglyph Games
Klepacki si prese un periodo di pausa dal lavoro dipendente per lavorare sui suoi album da solista, poi nel 2004 si unì alla Petroglyph Games come direttore del suono a tempo pieno. Si preparò a diventare esperto nei requisiti e nelle richieste del suo lavoro. La sua prima attività fu quella di scrivere la musica di Star Wars: L'impero in guerra, titolo di lancio della Petroglyph. Diede una mano nella selezione dei doppiatori. Come fan irriducibile dell'intero franchise di Star Wars, Klepacki si divertì a completare lo stile di John Williams lavorando sugli effetti sonori che poi furono usati nei successivi lungometraggi. Lavorò a stretto contatto con i programmatori per assicurarsi una resa aurale perfetta. Anche se la maggior parte della colonna sonora del gioco è opera di John Williams, si stima che Klepacki contribuì per circa il 20% con materiale originale proprio. A parte il tema principale, mirò a minimizzare il suo editing per mantenere il classico sound di Star Wars. Compose principalmente le tracce per nuove zone dell'universo di Star Wars presenti solo su Empire at War. In seguito, ebbe la sensazione di aver speso la sua intera vita a prendersi cura delle sue abilità per questa colonna sonora, che definì come "la cima della sua carriera". Come parte della composizione, visitò lo Skywalker Ranch e Industrial Light & Magic, e fu orgoglioso di vedere impresso il suo nome in un prodotto ufficiale di Star Wars.
Per l'expansion pack Forces of corruption, si prese una maggiore libertà creativa dai canoni di Star Wars scrivendo un tema originale per la nuova fazione criminale. Nel tentativo di comporre questo pezzo, scrisse diversi hook che poi vennero integrati nei temi di battaglia del gioco. In totale compose 6 brani, compreso quello finale. In linea con il tema criminale del gioco, Klepacki prese in prestito i motivi e il gusto dalle scene riguardanti Jabba The Hutt nel Ritorno dello Jedi Il lavoro ultimato fu accettato istantaneamente dalla LucasArts. Come direttore del suono della Petroglyph, si dovette occupare della scelta degli effetti sonori, una procedura non tanto semplice perché doveva rendere i suoni della nuova fazione criminale "leggermente diversi, senza deviare troppo dai suoni distintivi originali". Klepacki lavorò con la LucasArts per selezionare i doppiatori, e contribuì con il suo talento per il ruolo di IG-88 e altri personaggi minori. Una clip audio con i blooper del suo doppiaggio è stata rilasciata sui forum della Petroglyph al raggiungimento del millesimo iscritto Poco dopo fu contattato per lavorare sulla colonna sonora di Command & Conquer 3: Tiberium Wars, ma era già impegnato con Universe at War: Earth Assault, così al suo posto EA Los Angeles assunse Steve Jablonsky. Sui forum di C&C della EA, uno dei loro community manager fece pensare che il team audio avesse studiato la musica di Klepacki e cercato di ricreare il suo stile. Klepacki riteneva che Command & Conquer costituisse una parte significativa della sua vita, e non avrebbe disdegnato un "ritorno alla Tiberian Era". Allo stesso tempo ammetteva che il suo impiego presso la Petroglyph Games gli avrebbe impedito di lavorare per la Electronic Arts. Anni dopo, nel 2018, avrebbe avuto l'opportunità di occuparsi dei remaster dei giochi grazie a una partnership tra EA e Petroglyph, resa possibile dal fatto che molti ex impiegati della Westwood Studios avevano iniziato e continuano tuttora a lavorare proprio alla Petroglyph.

Il progetto successivo di Klepacki fu Universe at War: Earth Assault, sviluppato in collaborazione con la SEGA. Nel Dicembre del 2006 aveva già composto diverse tracce per varie fazioni e apprezzava l'opportunità di creare qualcosa di nuovo, non basato sulla proprietà intellettuale già esistente. Klepacki iniziò a tenere in conto quali brani si identificavano come preferiti dai fan nei precedenti lavori correlati. Il 27 marzo 2007 fu intervistato da Kevin Yu, un community manager della Petroglyph, a proposito del processo creativo, e fornì un tour dettagliato del suo studio nell'edificio dell'azienda. Nel suo ufficio si trovavano uno dei computer più performanti della Petroglyph, e una cabina vocale, che veniva usata per registrare alcune take di prova per le risposte delle unità e altri discorsi prima che venissero i doppiatori per completare il lavoro. Klepacki fu contento che Universe at War non richiedesse una rigorosa aderenza a uno stile particolare. Dichiarò che c'erano delle sorprese riservate ai fan di Command & Conquer che aspettavano che tornasse alle sue radici e allo stile delle colonne sonore cariche di adrenalina, e di loro pensava che "si immaginano la mia mentalità... quando Command & Conquer uscì per la prima volta, e a quello aggiungono 15 anni di esperienza". Klepacki riassunse gli stili principali del gioco poco prima della pubblicazione:
Per la Gerarchia—la nostra razza aliena malvagia—Ho scelto influenze più heavy-metal rock, per seguirli nel modo in cui calpestano tutto sulla mappa con le loro imponenti unità ambulanti. Novus—la nostra fazione mordi e fuggi ad alta tecnologia—dispone di musica più industrial ed elettronica per accompagnare la loro sensazione da robot futuristici. Per la nostra terza fazione, i Masari—il nostro antico lato interstellare—Ho fornito una sensazione orchestrale epica, con influenze cosmiche che riflettono la loro natura divina e i discutibili collegamenti con il nostro passato. Una traccia dei Masari in particolare, "Divine Intervention," diventerà il tema centrale di tutto il gioco.
Come direttore del suono, Klepacki creò diversi effetti sonori per Universe at War. Per la gerarchia aliena, elaborò un gusto estetico "innaturale" per mezzo di un "arsenale di rumori storpiati". Klepacki usò una "combinazione di pesanti gru e suoni d'impatto leggermente distorti" per dare alle unità ambulanti della fazione "un suono minaccioso simile al respiro delle macchine" e inventò il proprio linguaggio per registrare "vari grugniti, ringhi, manierismi e strani versi". Dal momento che gli eroi della Gerarchia avevano bisogno di comunicare con il giocatore in inglese, Klepacki progettò il dialogo per sembrare come se gli alieni "ti parlassero telepaticamente, con un effetto di backmasking sulle loro voci...come se le parole venissero incanalate direttamente al cervello". Gli effetti sonori dei Novus erano solitamente variabili in fase e prevedevano "movimento meccanico, elettricità e suoni metallici". Inventò un altro linguaggio per i due personaggi Viktor e Mirabel, che occasionalmente si parlavano tra di loro. Infine, attinse dai suoni meteorologici e della natura per i Masari, descrivendo la loro atmosfera come "più pesante, con tuoni, forti bassi rimbombanti, vortici di tornado...". Klepacki diresse il doppiaggio in modo da avere un tocco "nobile e forte" senza apparire medievale o eccessivamente drammatico. In seguito ebbe la sensazione di aver svolto da solo il lavoro di tre persone per Universe at War, perché i requisiti audio del gioco cambiavano costantemente, richiedendo vigilanza e supporto dei programmatori. Divine Intervention è stata in seguito nominata per il premio Game Audio Network Guild, e la colonna sonora è stata in seguito pubblicata come download gratuito, dopo che gli sforzi della Petroglyph di pubblicarla in maniera tradizionale furono vani.
Successivamente Klepacki compose 3 brani per Command & Conquer: Red Alert 3, tra cui Hell March 3. Questa traccia fu registrata con l'aiuto di un gruppo rock di 4 elementi assieme alla Skywalker Symphony Orchestra and Choir allo Skywalker Sound Scoring Stage. Venne proposta anche una versione aggiornata di Grinder, nella quale Il coro cantò in Russo. Nel 2008 dichiarò che non si sarebbe mai stancato di Hell March, e fu grato di aver avuto successo con così tanti fan. Attorno a questo periodo, componeva con Cubase, Kontakt, una interfaccia audio Motu 2048 e diversi strumenti. In collaborazione con Video Games Live, Klepacki suonò Hell March ed Hell March 2 a Las Vegas nel 2008, e in seguito venne eseguita Hell March 3 assieme a un coro e a un'orchestra nei Paesi Bassi per la serie Games in Concert. Per tale occasione, indossò un'uniforme da soldato dell'Armata Sovietica.

### Carriera nelle band e da solista
Klepacki ha anche suonato e prodotto album per diverse band di Las Vegas. There's a Home degli I AM è il primo album in cui appare in tutte le tracce. La band era formata da Greg Greer alla voce, Rod Arnett al basso, Dan Ryan alla chitarra e Frank Klepacki alla batteria. Originata dagli Shatterbone, band nella quale i tre strumentisti erano attivi in precedenza, si sciolse dopo il loro unico album. Etichettata come alternative progressive rock, la band ebbe come influenze i Tool e i Soundgarden. La canzone Destructible Times fu usata per il finale della Brotherhood of Nod in Command & Conquer. Dopo lo scioglimento, Klepacki si unì agli Home Cookin', un complesso di dieci membri che suonava funk e soul secondo la tradizione dei Tower of Power. Fondata nel 1989, la band fece il suo debutto commerciale con Mmm, Mmm, Mmm, nel 1997 (che comprendeva un successo numero uno) e rilasciò un secondo album (Pink in the Middle) prima di sciogliersi definitivamente a seguito di un tour in California. Nell'ultimo periodo di attività la band suonò al Quark Bar dello Star Trek: The Experience e al Boston Grill and Bar. A volte i concerti venivano aperti da una di band funk di 4 persone chiamata Junkfood. Gli Home Cookin' furono popolari tra i lettori del Las Vegas Weekly e vinsero diversi premi, tra cui quello per la migliore sezione di fiati in una band. Per Klepacki era motivo di vanto che nei club la band avesse solitamente un'affluenza di 400 persone. Nel 2003 fondò The Bitters, un trio composto da Klepacki, il bassista Billy Moncada e il chitarrista Jeff Murphy. Con uno stile descritto come metal e jazz fusion, il gruppo pubblicò un album nell'agosto del 2006. Klepacki è anche membro del gruppo Mo Friction, con il supporto di alcuni membri precedenti degli Home Cookin'. Il loro album di debutto vedrà per la prima volta Klepacki come cantante principale.
Klepacki fece il suo debutto da solista nel 2002 con l'album Morphscape. Aveva iniziato a produrlo già nel 1996 con il brano Cybertek, anche se in quel periodo non aveva in mente di fare un album. Il resto dei brani di Morphscape furono scritti dopo Red Alert 2. Klepacki compose la traccia che dà il titolo all'album mentre lavorava su Command & Conquer: Renegade, e pensa che lo stile del gioco sia visibilmente presente nell'album. Venne pubblicato dopo la liquidazione della Westwood. La sua più grande ispirazione nel suo lavoro da solista è la legione di fan interessati in Command & Conquer. Klepacki prese un periodo di stacco dal lavoro come compositore per finire di scrivere altri due album solisti. Il primo di essi è intitolato Rocktronic. Pubblicato nel 2004, l'album è stato descritto come scuro, tagliente e robusto in modo tale da essere attraente per i fan Command & Conquer. Klepacki cercò dei sample particolari e strumenti usati nella colonna sonora di Command & Conquer per questo album; Il titolo Rocktronic fu un tentativo di etichettare il suo stile musicale. Con la presenza di parti di batteria suonate, diventò il best seller di Klepacki. Dopo Rocktronik ci fu Virtual Control, pubblicato nel 2005. Klepacki completò il suo stile con esperimenti di hip-hop nell'album. Da ciascuno dei due album, alcune tracce furono utilizzate nella trasmissione The Ultimate Fighter, assieme ad altri temi personalizzati scritti appositamente per lo show.
Il 1º agosto 2006 rivelò che il suo progetto seguente si sarebbe chiamato Awakening of Aggression, e diede la conferma che la musica sarebbe stata "robusta" e "vigorosa". Quando fu intervistato, Klepacki disse di aver incanalato lo stress nella devastante musica per il nuovo album. Aggression venne rilasciato nell'ottobre dello stesso anno, e venne distribuito digitalmente il 7 dicembre. Riempì le note di copertina dell'album con i nomi di diversi fan solidali che avevano comprato la sua musica. Nell'aprile del 2007, ipotizzava che sarebbe stato pronto un nuovo album per la fine dell'anno. Dopo aver ottenuto un riscontro positivo per Ultimate Fighter, Klepacki iniziò a creare i temi per Inside the MMA e HDNet Fights nell'autunno del 2007. Nello stesso periodo, arrivò in finale nella competizione "drum-off" di Guitar Center dopo aver vinto due sfide in negozio ma fu eliminato. Il suo album solista Infiltrator venne rilasciato nell'aprile del 2009. Secondo Klepacki, quest'album fu influenzato dal suo recente contributo alla serie Red Alert. Klepacki si diverte molto a Las Vegas grazie alla diversità dei talenti musicali e al numero prolifico di show e attrazioni. Attribuisce la sua capacità di intrattenere al fatto di essere cresciuto in città, notando che bisogna distinguersi per essere notato nell'atmosfera dell'intrattenimento di Las Vegas. Il Las Vegas Weekly lo onorò come "compositore con le palle" sottolineando la sua fanbase prolifica e il suo lavoro come produttore per diverse band locali.

## Lavoro e convinzioni
Quando compone per i videogiochi, Klepacki impiega in media pochi giorni per stendere e finalizzare un brano. Ritiene che scrivere musica per i giochi è in qualche modo difficile perché si hanno a disposizione solamente build intermedie e incomplete; a volte deve comporre basandosi su descrizioni vaghe. In confronto, comporre per le cutscene è più facile, e Klepacki ama trarre ispirazione dai disegni artistici del gioco. Ciononostante, preferisce comporre per un gioco lungo tutto il suo sviluppo piuttosto che per un prodotto già finito. Pensa anche che la musica dei giochi è più difficile da comporre rispetto a un film perché bisogna prevedere tutte le situazioni che il giocatore può scoprire o inventare. Klepacki mantiene sui suoi software di composizione dei template con una base di strumenti di comune utilizzo preparati per improvvise esplosioni di ispirazione, perché non sopporta di "avere problemi tecnici... come ostacolo". Quando gli venne chiesto come inizia il processo creativo, Klepacki spiegò:
Inizia conoscendo ciò per cui sto componendo. Se è un tema di battaglia, un titolo principale, un tema d'ambiente, ecc. Poi cerco di immaginare che tipo di stile e mood si adattano meglio... qual è l'argomento. Da lì si tratta solo di scegliere gli strumenti giusti e quindi inizia il processo di scrittura. Può iniziare in qualunque modo, un riff di chitarra, una melodia di corno francese, un groove di batteria o una linea di basso. Poi continuo ad alternare gli strumenti traccia per traccia finché non ho qualcosa dal suono pieno e non ho ottenuto ciò che sto cercando.
Klepacki ha detto che la parte più gratificante del comporre musica per i videogiochi è lavorare con una squadra—che compara alla chimica tra i membri di una band—e sapere che è parte di una causa più grande. Crede che la musica dei videogiochi potrebbe migliorare se gli artisti si concentrassero sulla qualità e cercassero l'ispirazione proprio giocando. Ha espresso il proprio interesse per fare in modo che EA vendesse le colonne sonore dei suoi giochi nei negozi, preferibilmente negli scaffali accanto a quelli dei videogiochi. Suggerisce a quelli che vogliono entrare nell'industria videludica di frequentare le convention e investigare sulle aziende del settore. Nel 2008 ha notato come adesso siano necessarie abilità di composizione e ingegneristiche, suggerendo ai compositori emergenti di assicurarsi che la qualità del loro lavoro sia come quella dei film. Klepacki fu felice di vedere vecchi giochi riproposti sulla Wii, sperando che i giocatori potessero riconoscere che "quelle semplici e brevi divertenti esperienze di gioco valgono allo stesso modo di esperienze di gioco più lunghe e con una enorme produzione alle spalle". Klepacki elenca diverse influenze per il suo stile di composizione: "John Williams per il mio amore verso Star Wars e il suo stile in generale, Michael Kamen per la sua varietà compositiva, i Metallica per aver scatenato la mia influenza metal, Vince Dicola che in mia opinione è sottostimato per il suo grande lavoro, Gli Sly & Family Stone per aver ispirato il funk, i ritmi sincopati e l'energia positiva, Larry Graham per avermi ispirato a suonare il funk sul basso, i Nine Inch Nails per il loro modo unico di usare i suoni distorti, e Rob Zombie per aver combinato la musica con un tema e un personaggio".

Klepacki ha un proprio sito web personale comprendente una biografia, interviste archiviate e una playlist di brani in streaming in formato MP3 a 128 kbit/s. La sua musica è anche disponibile attraverso i servizi di streaming musicale. Da fan di Star Wars, sul suo sito web ha scritto in maniera estensiva le sue impressioni sulle prime visioni degli ultimi due prequel. Mantiene un account su YouTube e ha pubblicato 3 video del suo lavoro con altre band. È un ardente sostenitore del cinema digitale, pensando che questo mezzo sia il pennacolo della qualità. Ha musicato due cortometraggi, e vinto un CineVegas per il suo lavoro su Unreel Invasion. Klepacki crede che al giorno d'oggi la musica per i videogiochi sia più rispettata di quanto non fosse un tempo. Fa notare che la musica più complessa e di qualità si paga con un prezzo maggiore, suggerendo a certi produttori di "trovare qualcuno che possa semplicemente replicare il sound di Hollywood", anziché coltivare il suono originale. Quando gli venne chiesto quale fu il punto più basso della sua carriera, menzionò Order of the Griffon per Turbografx-16, citando difficoltà tecniche a causa delle limitazioni sonore del sistema. Riguardo alla sua carriera solista e la Westwood, Klepacki si pentì "di non aver frequentato cerimonie e party aziendali e aver invece suonato ai concerti con le band nei club con la mentalità del cercare che qualcuno scoprisse il mio talento o mi prendesse sotto contratto". Quando gli venne chiesto di riflettere sulla sua carriera, egli replicò:

La cosa ironica è che lo scopo iniziale della mia vita era quello di essere in una band famosa, girare il mondo e vendere milioni di album. Anche se ciò non è accaduto, ho ottenuto qualcosa di gratificante allo stesso modo. Invece di essere in una band, ho ottenuto diversa fama nell'industria come compositore. Invece di girare il mondo, ricevo email di fan da tutto il mondo. Invece di vendere milioni di album, la mia musica è su un milione di giochi! E i miei album vendono abbastanza da permettermi di poterli pubblicare. Per cui, in un modo o nell'altro, ho ottenuto ciò che volevo. E sono più felice così. La parte più soddisfacente di tutto ciò è che sento di aver contribuito a qualcosa che importava a un numero significativo di persone, e, cosa più importante, sono stato parte di progetti con una grande importanza nella mia vita, come Star Wars!

Klepacki non cerca un accordo discografico, considerandolo "un'orribile catena di passi per diventare famoso". Aspramente critico nei confronti dell'industria musicale, incolpa MTV, –Da lui descritto come un "canale di reality show per adolescenti"– per aver messo una bella faccina sulla musica e aver distrutto la valutazione indipendente della sonorità. Klepacki ha dichiarato che la musica pop è diventata la più grande farsa nella storia musicale—meccanica, senza anima, e con l'unico scopo di fare più soldi possibili, con più enfasi sulle immagini che sulla musica. Ha anche criticato il lip-sync e il riconfezionamento dei generi musicali attraverso altre etichette—come Nu Metal per la musica rock e Neo Soul per la musica soul. Crede che firmare un accordo non garantisca profitti, e piuttosto terrebbe stretto il suo lavoro dipendente da direttore del suono. Questi sentimenti sono stati ripresi in un servizio speciale sulla band Home Cookin' del 2000—Klepacki disse che il gruppo voleva lavorare con l'aiuto di una casa discografica, non per loro. Dichiarando che non avrebbe mai compromesso il suo lavoro per la popolarità, crede che "gli unici artisti che hanno longevità siano quelli che sono pionieri di un movimento—non quelli che ne seguono uno". Si diverte a lavorare da indipendente, perché non deve "cambiare la musica per l'amore della radio pop". Valorizza internet come mezzo attraverso cui trovare artisti creativi ed originali. Klepacki crede che sia la strada da preferire per la musica rispetto ai passaggi radio—dove uno sente "la stessa canzone per tre mesi di fila". Quando fu intervistato a proposito del file sharing, espresse emozioni miste. Fermo restando che i CD sono "dannatamente costosi", Klepacki crede che la riduzione di pochi dollari nel prezzo "tratterrebbe la gente dallo scaricare gratis". Contrariamente, fa notare che gli artisti—"che non prendono così tanti soldi quanto pensi"—devono essere ricompensati per il loro lavoro. I suoi artisti preferiti per decennio a cominciare dal 1960 sono Sly and the Family Stone, Graham Central Station, Metallica, Home Cookin', e Bob Schneider.

## Frank Klepacki & The Tiberian Sons
La band è formata da:
- Frank Klepacki – chitarra, tastiere, batteria
- Tony Dickinson (frontman) – chitarra, tastiere, basso
- Connor Engstrom – chitarra
- Travis Moberg – batteria
- Max Noel – basso

The Tiberian Sons senza Klepacki hanno pubblicato gli album Conquering MAGFest (2015) e Collateral Jammage (2016). Nel 2020 hanno collaborato per produrre Frank Klepacki & The Tiberian Sons: Celebrating 25 Years of Command & Conquer per il remaster della collection C&C.

## Discografia

### Musica per videogiochi
- Eye of the Beholder II (Westwood Studios, 1991)
- Dune II (Westwood Studios, 1992)
- Dungeons & Dragons: Warriors of the Eternal Sun (Westwood Studios, 1992)
- DragonStrike (Westwood Studios, 1992)
- Order of the Griffon (Westwood Studios, 1992)
- The Legend of Kyrandia (Westwood Studios, 1992)
- Lands of Lore: The Throne of Chaos (Westwood Studios, 1993)
- The Legend of Kyrandia II (Westwood Studios, 1993)
- Il re leone (videogioco) (Westwood Studios, 1994)
- The Legend of Kyrandia III (Westwood Studios, 1994)
- Young Merlin (Westwood Studios, 1994)
- Command & Conquer (Westwood Studios, 1995)
- Parker Brother's Monopoly (Westwood Studios, 1995)
- Command & Conquer: The Covert Operations (Westwood Studios, 1996)
- Command & Conquer: Red Alert (Westwood Studios, 1996)
- Command & Conquer: Red Alert: Counterstrike (Westwood Studios, 1997)
- Command & Conquer: Red Alert: The Aftermath (Westwood Studios, 1997)
- Lands of Lore II: Guardians of Destiny (Westwood Studios, 1997)
- Blade Runner (Westwood Studios, 1997)
- Command & Conquer: Red Alert: Retaliation (Westwood Studios, 1998)
- Command & Conquer: Sole Survivor (Westwood Studios, 1998)
- Dune 2000 (Westwood Studios, 1998)
- Command & Conquer: Tiberian Sun (Westwood Studios, 1999)
- Lands of Lore III (Westwood Studios, 1999)
- Command & Conquer: Tiberian Sun Firestorm (Westwood Studios, 2000)
- Command & Conquer: Red Alert 2 (Westwood Studios, 2000)
- Nox (videogioco) (Westwood Studios, 2000)
- Command & Conquer: Yuri's Revenge (Westwood Studios, 2001)
- Emperor: Battle for Dune (Westwood Studios, 2001)
- Pirates: The Legend of Black Kat (Electronic Arts, 2001)
- Command & Conquer: Renegade (Westwood Studios, 2002)
- Earth & Beyond (Westwood Studios, 2002)
- Star Wars: L'Impero in guerra (Petroglyph Games, 2006)
- Star Wars: L'Impero in guerra - L'esercito dei corrotti (Petroglyph Games, 2006)
- Universe at War: Earth Assault (Petroglyph Games, 2007)
- Command & Conquer: Red Alert 3 (EA Los Angeles, 2008)
- Command & Conquer: Red Alert 3: Uprising (EA Los Angeles, 2009)
- Panzer General: Allied Assault (Petroglyph Games, 2009)
- Guardians of Graxia (Petroglyph Games, 2010)
- End of Nations (Petroglyph Games, 2012)
- Grey Goo (Petroglyph Games, 2015)
- 8-Bit Armies (Petroglyph Games, 2016)
- 8-Bit Hordes (Petroglyph Games, 2016)
- Forged Battalion (Petroglyph Games, 2018)

### Album da solista e con le band
- There's a Home (I AM, 1995)
- Mmm, Mmm, Mmm, (Home Cookin', 1997)
- Pink in the Middle (Home Cookin', 2000)
- Morphscape (2002)
- Rocktronic (2004)
- Virtual Control (2005)
- The Bitters (The Bitters, 2006)
- Awakening of Aggression (2006)
- Grudgement Day (The Bitters, 2008)
- Infiltrator (2009)
- Viratia (2009)
- Conquering 20 Years (2012)
- Digital Frontiers (2016)
- Game On! (Tina Guo, 2017)
- Transform (2018)
- Coded Number (2020)

### Musica per il cinema
- Unreel Invasion (cortometraggio, 1999)
- Essence of the Force (cortometraggio, 2002)

### Musica per la televisione
- MTV (1997)
- Cupid (abc, 2000)
- Miller Genuine Draft (2001)
- Ultimate Fighting Championship Pay-per view (Fox Sports, 2003–2006)
- The Ultimate Fighter (Spike TV, 2005–2006)
- Ultimate Fight Night (Spike TV, 2005–2006)
- Amp'd Mobile (Spike TV, 2005–2006)
- Inside the MMA (HDNet, 2007)
- HDNet Fights (HDNet, 2007)